# Олокизумаб

## Описание
Олокизумаб — препарат, представленный под торговой маркой Артлегиа®, представляет собой иммуносупрессивный препарат, используемый для лечения ревматоидного артрита и COVID-19. Это гуманизированное моноклональное антитело против интерлейкина-6 (ИЛ-6). Интерлейкин 6 (ИЛ-6) представляет собой цитокин, который играет важную роль в иммунном ответе и участвует в патогенезе многих заболеваний. Олокизумаб — первый ингибитор интерлейкина-6 (ИЛ-6), одобренный для лечения ревматоидного артрита, который блокирует непосредственно цитокин, а не его рецептор. Олокизумаб специфически связывается с сайтом 3 ИЛ-6, блокируя способность ИЛ-6 образовывать гексамерный комплекс. Олокизумаб разработывался группой компаний Р-Фарм и зарегестрирован в 2020.

## Показания

### Ревматоидный артрит
Олокизумаб (в комбинации с метотрексатом) был одобрен для лечения взрослых пациентов в возрасте 18 лет и старше с ревматоидным артритом средней и тяжелой степени в сочетании с метотрексатом, у которых наблюдался неадекватный ответ на терапию метотрексатом или ингибитором фактора некроза опухоли (ФНО). Препарат зарегистрирован в России, Казахстане, Белоруссии, Киргизии и Азербайджане под торговой маркой Артлегиа®.

### COVID — 19
Патогенетическая терапия синдрома высвобождения цитокинов у пациентов с новой коронавирусной инфекцией (COVID-19) средней и тяжелой степени. Олокизумаб одобрен для патогенетической терапии синдрома высвобождения цитокинов у пациентов с новой коронавирусной инфекцией (COVID-19) средней и тяжелой степени. Препарат по этому показанию зарегистрирован в России, Кыргызстане и Азербайджане.

## Клинические исследования
Эффективность и безопасность олокизумаба изучалась в рамках масштабной программы клинических исследований CREDO, включавшей 2444 взрослых пациентов с ревматоидным артритом из 19 стран мира.
CREDO 1. Рандомизированное, двойное слепое, плацебо-контролируемое, многоцентровое исследование III фазы эффективности и безопасности олокизумаба у пациентов с умеренной и высокой активностью ревматоидного артрита и недостаточным ответом на терапию метотрексатом. В исследования CREDO 1 были включены 428 пациентов. Пациенты получали олокизумаб в дозе 64 мг каждые 2 недели (Q2W) или каждые 4 недели (Q4W) или плацебо в сочетании с терапией метотрексатом в дозе от 15 до 25 мг/нед (или ≥10 мг/нед в случае если была задокументирована непереносимость более высоких доз) в течение 24 недель. Если ответа на терапию не наблюдалось через 14 недель лечения, пациентам, не ответившим на терапию, в качестве препарата неотложной помощи в дополнение к назначенному лечению назначали сульфасалазин и/или гидроксихлорохин. В исследования CREDO 1 были включены 428 пациентов из порядка 50 центрах в России, Белоруссии и Болгарии. Безопасность была ожидаемой для этого класса агентов. Наблюдалась низкая иммуногенность. Регистрационный номер NCT02760368.
CREDO 2. Рандомизированное, двойное слепое, плацебо контролируемое, многоцентровое исследование III фазы с оценкой эффективности и безопасности олокизумаба у пациентов с умеренной или высокой активностью ревматоидного артрита и недостаточным ответом на терапию метотрексатом. Исследование проводилось в 208 центрах в 18 странах мира (США, Европейский Союз (ЕС), Великобритания, Российская Федерация, страны Азии и Латинской Америки). У пациентов с ревматоидным артритом, олокизумаб превосходил плацебо и не уступал адалимумабу (все группы получали поддерживающую терапию метотрексатом). Регистрационный номер NCT02760407.
CREDO 3. Рандомизированное, двойное слепое, плацебо-контролируемое, многоцентровое исследование III фазы по оценке эффективности и безопасности олокизумаба у пациентов с умеренной и высокой активностью ревматоидного артрита и недостаточным ответом на ингибиторы фактора некроза опухоли альфа (анти-ФНО). Пациенты получали олокизумаб в дозе 64 мг каждые 2 недели или раз в 4 недели в течение 24 недель или плацебо в течение 16 недель. Начиная с 16-й недели, все пациенты в группе плацебо были рандомизированы для приема олокизумаба в дозе 64 мг каждые 2 недели или 4 раза в неделю в течение оставшегося 24-недельного периода лечения. Все пациенты получали фоновую терапию метотрексатом в дозе от 15 до 25 мг/нед (или ≥10 мг/нед в случае документированной непереносимости более высоких доз). Если ответа на терапию не наблюдалось через 14 недель лечения, пациентам, не ответившим на терапию, в качестве препарата неотложной помощи в дополнение к назначенному лечению назначали сульфасалазин и/или гидроксихлорохин. Эффективность комбинированной терапии метотрексатом и олокизумабом в обеих тестируемых дозах значительно превосходила таковую при применении метотрексата и плацебо и приводила к уменьшению выраженности симптомов ревматоидного артрита, а также способствовала снижению его активности или достижению ремиссии. В исследовании CREDO 3 приняли участие 368 пациентов в 123 центрах 11 стран мира (США, ЕС, Российской Федерации, странах Азии и Латинской Америки). Прямое ингибирование ИЛ-6 с помощью олокизумаба приводило к значительному улучшению состояния и симптомов ревматоидного артрита по сравнению с группой пациентов, получающих плацебо и анти-ФНО терапию при сопоставимом профиле безопасности. Регистрационный номер NCT02760433.
CREDO 4. Многоцентровое открытое исследование III фазы по оценке эффективности и безопасности олокизумаба у пациентов с умеренной и высокой активностью ревматоидного артрита. Исследование проводилось в 18 странах мира (Аргентина, Беларусь, Бразилия, Болгария, Колумбия, Чехия, Эстония, Германия, Венгрия, Корея, Латвия, Литва, Мексика, Польша, Российская Федерация, Тайвань, Великобритания, США).
В исследовании CREDO3 принимали участие 368 пациентов с ревматоидным артритом средней или высокой степени активности с недостаточным ответом на предшествующую терапию иФНО. Пациенты получали олокизумаб в дозе 64 мг к2н и к4н в течение 24 недель или плацебо в течение 16 недель. Через 16 недель от начала лечения пациенты из группы плацебо были повторно рандомизированы для получения олокизумаба в дозе 64 мг к2н и к4н до завершения 24-недельного периода лечения. Все пациенты одновременно получали фоновую терапию метотрексатом в дозе от 15 до 25 мг/нед (или ≥10 мг/нед при наличии документально подтвержденной непереносимости более высоких доз). В случае отсутствия ответа на терапию после 14 недель лечения пациентам могли быть дополнительно назначены сульфасалазин и/или гидроксихлорохин.
Применение олокизумаба в обоих режимах применения совместно с метотрексатом было значительно эффективнее совместного применения метотрексата и плацебо, и приводило к уменьшению выраженности симптомов ревматоидного артрита, а также позволяло достичь низкой активности заболевания или ремиссии у большего количества пациентов. При анализе эффективности олокизумаба в исследованиях CREDO1, CREDO2 и CREDO3 частота ответа, измеренная по ACR20 (Критерий эффективности ответа на терапию ревматоидного артрита Американской коллегии ревматологов), оценивалась в зависимости от региона, пола, возраста, веса и индекса массы тела на момент включения в исследование, тяжести заболевания, времени с момента установления диагноза, длительности предшествующего применения метотрексата, серологического статуса. Никакие из вышеперечисленных переменных не оказали значимого влияния на ответ на терапию олокизумабом. Воздействие олокизумаба было заметным уже через 4 недели лечения, выраженный эффект развивался приблизительно через 12 недель от начала введения препарата и сохранялся в течение не менее чем 24 недель двойного слепого исследования, а также на протяжении 82 недель открытого исследования CREDO4, в которое входили пациенты, завершившие исследования CREDO1, CREDO2 и CREDO3.
В открытом продолженном исследовании CREDO 4 терапия метотрексатом была отменена у 111 пациентов, преимущественно из-за развития нежелательных явлений. После прекращения применения метотрексата у данных пациентов, перешедших на монотерапию олокизумабом, не отмечено нарастания активности ревматоидного артрита.

## Противопоказания[1]
- Гиперчувствительность к олокизумабу или любому компоненту препарата в анамнезе.
- Активные инфекционные заболевания (в том числе туберкулез).
- Дети до 18 лет.
- Наследственная непереносимость фруктозы (препарат содержит сорбит).
- Грудное вскармливание.

## Взаимодействие с другими лекарственными средствами[1]
Во всех клинических исследованиях у пациентов с ревматоидным артритом олокизумаб применялся в сочетании с метотрексатом. Специальных клинических исследований лекарственного взаимодействия олокизумаба не проводилось. Одновременное применение с метотрексатом не влияло на экспозицию олокизумаба. Влияние олокизумаба на экспозицию метотрексата при их одновременном применении не ожидается. По результатам клинических исследований CREDO1-3 случаев клинически значимого лекарственного взаимодействия олокизумаба с другими препаратами не рапортировалось. В исследовании in vitro на криоконсервированных гепатоцитах человека олокизумаб обращал ингибирующее действие ИЛ-6 на активность CYP1A1/2, 2B6, 2C9, 3A4/5 и 2C19, а также на активность NTCP. Таким образом, следует учитывать, что у пациентов с активным ревматоидным артритом после начала лечения олокизумабом может потребоваться коррекция дозы препаратов, метаболизирующихся этими изоформами CYP.
Концентрация следующих препаратов может снижаться при совместном применении с олокизумабом (включая, помимо прочего): статины (симвастатин, ловастатин, аторвастатин); оральные контрацептивы; блокаторы кальциевых каналов; глюкокортикоиды (дексаметазон, метилпреднизолон); варфарин; хинидин; теофиллин; тизанидин; фенитоин; пимозид; циклоспорин; сиролимус; такролимус; бензодиазепины (например, диазепам, алпразолам, триазолам, мидазолам, бромазепам).